# Picture to Burn
Picture to Burn is een nummer van de Amerikaanse zangeres Taylor Swift. Het is de vierde single van het album Taylor Swift. Swift schreef het nummer samen met Liz Rose en producer Nathan Chapman. Het autobiografische nummer werd uitgebracht op 3 februari 2008 door Big Machine Records.

## Achtergrondinformatie
Picture to Burn is geïnspireerd door een ex-vriendje van Swift, Jordan Alford (die nu brandweerman is) met wie ze nooit een romantische relatie heeft kunnen opbouwen. Ze raakte vaak gefrustreerd door zijn narcistische en eigenwijze gedrag. Hierdoor besloot ze om na school een nummer over hem te schrijven. In die tijd schreef ze muziek voor Sony/ATV Music. Het nummer werd samen met Liz Rose op de gitaar geschreven en kreeg door Swift een komische inslag. Het was voor haar een echte uitlaatpijp om haar gevoelens te verwerken. In 2008 en 2009 haalde ze drie awards binnen voor countrymuziek. Het nummer haalde de hitlijsten in de Verenigde Staten en in Canada.